# Heliotropium geocharis
Heliotropium geocharis är en strävbladig växtart som beskrevs av Karel Domin. Heliotropium geocharis ingår i Heliotropsläktet som ingår i familjen strävbladiga växter. Inga underarter finns listade i Catalogue of Life.